# Zhang Wei (bádminton)
Zhang Wei (en chino: 张尉; Shanghái, 2 de diciembre de 1977) es un deportista chino que compitió en bádminton. Ganó una medalla de bronce en el Campeonato Mundial de Bádminton de 1999, en la prueba de dobles.

## Palmarés internacional
| Campeonato Mundial | Campeonato Mundial     | Campeonato Mundial | Campeonato Mundial |
| Año                | Lugar                  | Medalla            | Prueba             |
| ------------------ | ---------------------- | ------------------ | ------------------ |
| 1999               | Copenhague (Dinamarca) | Medalla de bronce  | Dobles             |